# Чха Мин Гю
Чха Мин Гю (кор. 차민규, род. 16 марта 1993 года) — южнокорейский конькобежец, серебряный призёр зимних Олимпийских игр 2022 года и зимних Олимпийских игр 2018 года на дистанции 500 метров. Серебряный призёр чемпионата мира 2019 года на отдельных дистанциях (командный спринт), бронзовый призёр чемпионата мира 2020 года в спринтерском многоборье.

## Биография
На зимней Универсиаде 2017 года в Алма-Ате завоевал золотые медали на дистанциях 500 и 1000 м.
На зимних Азиатских играх 2017 года в Саппоро завоевал бронзу на дистанции 500 м.
В 2018 году на Олимпийских играх в Пхёнчхане Чха Мин Гю стал обладателем серебряной медали на дистанции 500 метров. С результатом 34,42 секунды он уступил норвежцу Ховару Лорентсену всего лишь 0,01 секунды.